# 东炮台
东炮台，位于中国吉林省珲春市马川子乡炮台村，为一个省级文物保护单位，类型为古遗址，公布时间为1981年4月20日。该文物保护单位由珲春市文物管理所管理。
东炮台始建于清朝光绪七年（1881年）。